# 연천 북삼리 석조여래입상
연천 북삼리 석조여래입상은 대한민국 경기도 연천군 왕징면 북삼리에 있다. 2012년 4월 20일 연천군의 향토문화재 제3호로 지정되었다.

## 개요
고려 전기에 만들어진 불상으로 추정된다.